# Interstate 195 (Floride)
Pour les articles homonymes, voir I195 et Interstate 195.
L'Interstate 195 (I-195) est une autoroute inter-États du sud-est de la Floride, dans l'agglomération de Miami. Elle est la principale autoroute collectrice entre Miami et Miami Beach, reliant aussi cette dernière à l'aéroport international de Miami. L'I-195 est aussi nommée la Julia Tuttle Causeway, et est l'une des deux autoroutes auxiliaires de l'I-95 dans la région de Miami, l'autre étant l'I-395. Elle fait 7,12 kilomètres (4,42 miles) de long et constitue un multiplex avec la SR 112 sur toute sa longueur. Elle est la seule autoroute inter-États à relier directement l'I-95 à l'océan Atlantique (SR A1A) dans toute la Floride.

## Description du tracé

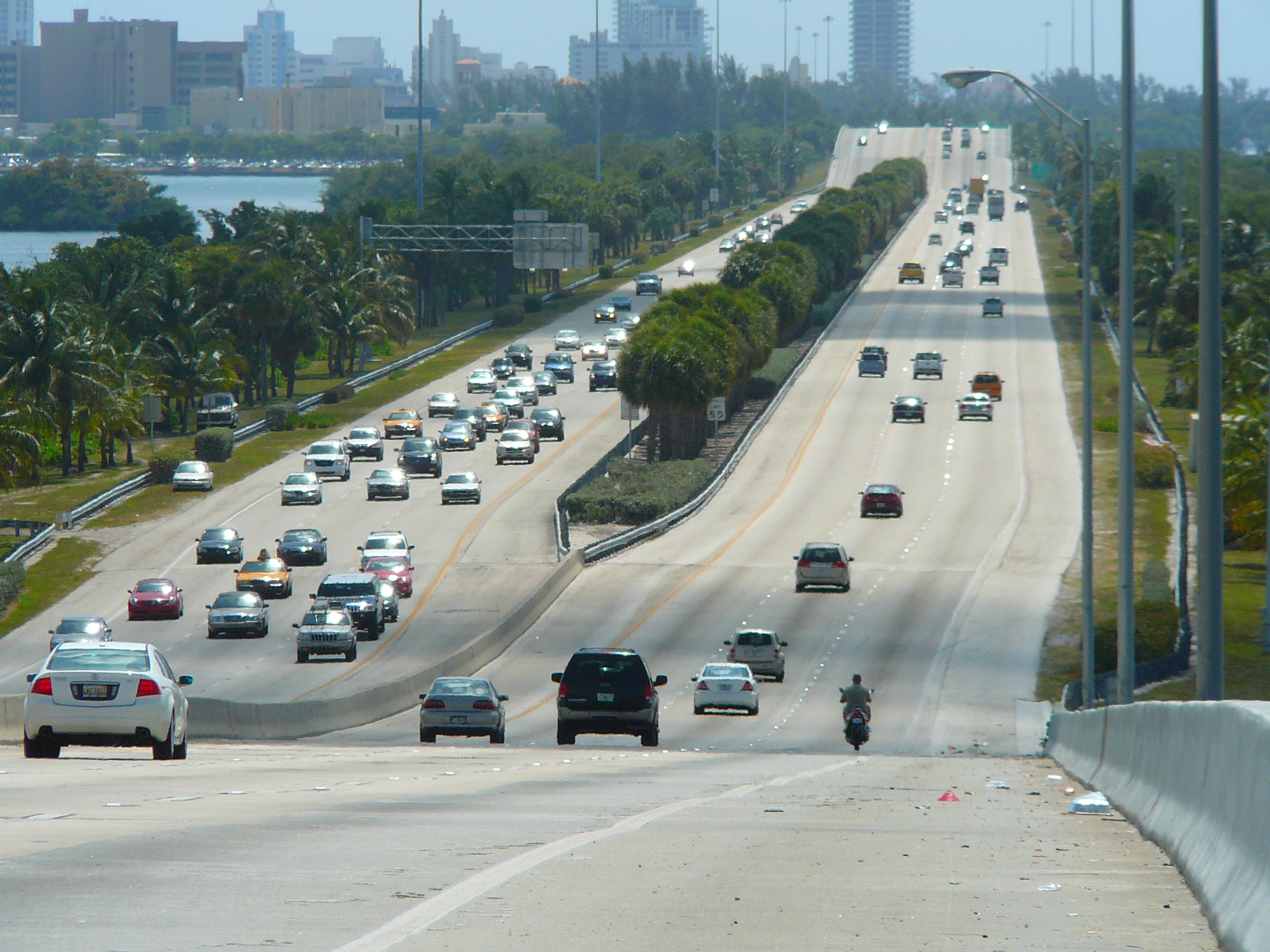
L'interstate 195 direction Miami, sur la Causeway.

L'I-195 débute à l'échangeur avec l'I-95 et la SR 112, dans le secteur nord de Miami. Elle se dirige vers l'est sur une courte distance en étant une autoroute surélevée, puis possède un échangeur avec la US 1 (Biscayne Blvd.). Par la suite, elle traverse sur une ligne droite la Baie de Biscayne, sans être toutefois un pont, puisqu'elle est construite sur une ligne de terre. Elle courbe légèrement vers le nord alors qu'elle arrive dans Miami Beach, et elle se termine sur la SR 907A vers le centre de Miami Beach et la SR A1A.

## Histoire
Le 23 décembre 1961, trois segments numérotés de la SR 112 ouvrent; la 36th Street Tollway (aujourd'hui la Airport Expressway), l'I-195, et l'I-195 Spur, en plus d'un petit segment de l'I-95 dans Miami. L'I-195 Spur était le numéro d'une portion du Arthur Godfrey Boulevard à Miami Beach, connectant l'I-195 à la SR A1A à l'est de l'autoroute. Les signes de l'I-195 Spur disparurent lorsque la route fut rétrogradée par le département des transports des États-Unis, alors nouvellement créé, vers la fin des années 1960.

## Liste des sorties
L'I-195 utilise la numération basée sur le millage effectué depuis le point d'origine, et non le système séquentiel. Ceci est aujourd'hui le cas pour toutes les autoroutes de la Floride excepté l'I-110, à Pensacola.
| Interstate 195                            |                                          |           |           |                       |                                                                          |                                                              |
| Comté                                     | Municipalité                             | mi        | km        | Sortie                | Intersections / Destinations                                             | Notes                                                        |
| Miami-Dade                                | Miami                                    | 0,00      | 0,00      | —                     | SR 112 ouest (Airport Expressway) – Aéroport international de Miami      | Terminus ouest du multiplex avec SR 112                      |
| Miami-Dade                                | Miami                                    | 0,00      | 0,00      | 1                     | I-95 – Centre-ville de Miami, Fort Lauderdale                            | Sortie 4 de l'I-95                                           |
| Miami-Dade                                | Miami                                    | 0,68      | 1,09      | 2A                    | North Miami Avenue                                                       | Sortie direction est, entrée direction ouest                 |
| Miami-Dade                                | Miami                                    | 1,05      | 1,69      | 2B                    | US 1 (Biscayne Boulevard) / US 27                                        |                                                              |
| Miami-Dade                                | Baie de Biscayne (Intracoastal Waterway) | 1,65–3,69 | 2,66–5,94 | Julia Tuttle Causeway | Julia Tuttle Causeway                                                    | Julia Tuttle Causeway                                        |
| Miami-Dade                                | Miami Beach                              | 4,27      | 6,87      | 5                     | SR 907 (Alton Road) – Miami Beach, Convention Center                     | Sortie direction est, entrée direction ouest                 |
| Miami-Dade                                | Miami Beach                              | 4,42      | 7,12      | —                     | SR 907A (en) (Alton Road) vers SR 112 est (Arthur Godfrey Road) / SR A1A | Intersection à niveau; terminus est du multiplex avec SR 112 |
| - Terminus de multiplex - Accès incomplet |                                          |           |           |                       |                                                                          |                                                              |